# Ascolepis brasiliensis
Ascolepis brasiliensis är en halvgräsart som först beskrevs av Carl Sigismund Kunth, och fick sitt nu gällande namn av George Bentham och Charles Baron Clarke. Ascolepis brasiliensis ingår i släktet Ascolepis och familjen halvgräs. Inga underarter finns listade i Catalogue of Life.